# Thoracostoma australe
Thoracostoma australe is een rondwormensoort uit de familie van de Leptosomatidae.